# Heide (Engelskirchen)
Heide ist ein Ort in der Gemeinde Engelskirchen im Oberbergischen Kreis in Nordrhein-Westfalen in Deutschland. 

## Lage und Beschreibung
Der Ort liegt rund sieben Kilometer südwestlich von Engelskirchen an der Grenze zum Rheinisch-Bergischen Kreis. Nachbarorte sind Distelhaus, Rottland, Forkscheid und das zum Stadtgebiet von Overath gehörende Obermiebach.

## Geschichte
1413 wurde der Ort das erste Mal urkundlich in einer Kämmereirechnung für den Fronhof Lindlar erwähnt. Die Schreibweise der Erstnennung lautet in dem Dokument „zo der Heiden“.